# Ines Alfani-Tellini
Ines Alfani-Tellini (* 31. Mai 1896 in Florenz; † 1. Juni 1985 in Mailand) war eine italienische Opernsängerin der Stimmlage Sopran und Gesangspädagogin.

## Leben
Alfani studierte in Florenz und Mailand und debütierte 1921 am Teatro Dal Verne in Mailand als Nedda in Ruggero Leoncavallos Pagliacci. Im gleichen Jahr trat sie auch am Teatro della Pergola auf, im Folgejahr am Teatro Regio von Parma. 1923 übertrug ihr Arturo Toscanini die Rolle der Nanetta in Verdis Falstaff an der Mailänder Scala. Es folgten erfolgreiche Auftritte an der Scala zwischen 1923 und 1926 und später noch einmal zwischen 1938 und 1940. Mit dem Ensemble des Theaters gastierte sie 1929 in Berlin.
Gastauftritte hatte Alfani 1928 am Teatro Colón als Mimi in La Bohème und 1935 an der Pariser Oper als Nanetta in Falstaff. Ihre größten Erfolge hatte sie jedoch an italienischen Opernhäusern mit Opern von Mozart und dem klassischen Belcanto-Repertoire für Koloratursopran. 1942 beendete sie am Teatro La Fenice in Venedig ihre Laufbahn als Opernsängerin, blieb jedoch weiter als Konzertsängerin aktiv.
Außerdem unterrichtete sie an der Accademia Musicale Chigiana in Siena und später am Konservatorium von Tel Aviv. Eine ihrer Schülerinnen war die Sopranistin Elena Mauti Nunziata. Von Alfani liegen zahlreiche Plattenaufnahmen vor, darunter Gesamtaufnahmen von Falstaff, L’elisir d’amore, Don Pasquale und Carmen bei Columbia Records und einige Aufnahmen bei His Master’s Voice.